# Classe Gotland
Pour les articles homonymes, voir Gotland (homonymie).
La classe Gotland ou A19 est une classe de sous-marins anaérobies suédois de 3e génération à propulsion diesel-électrique, produits par le Kockums. Les sous-marins de cette classe dérivent et succèdent à ceux de la classe Västergötland dont ils conservent le design général.

## Historique

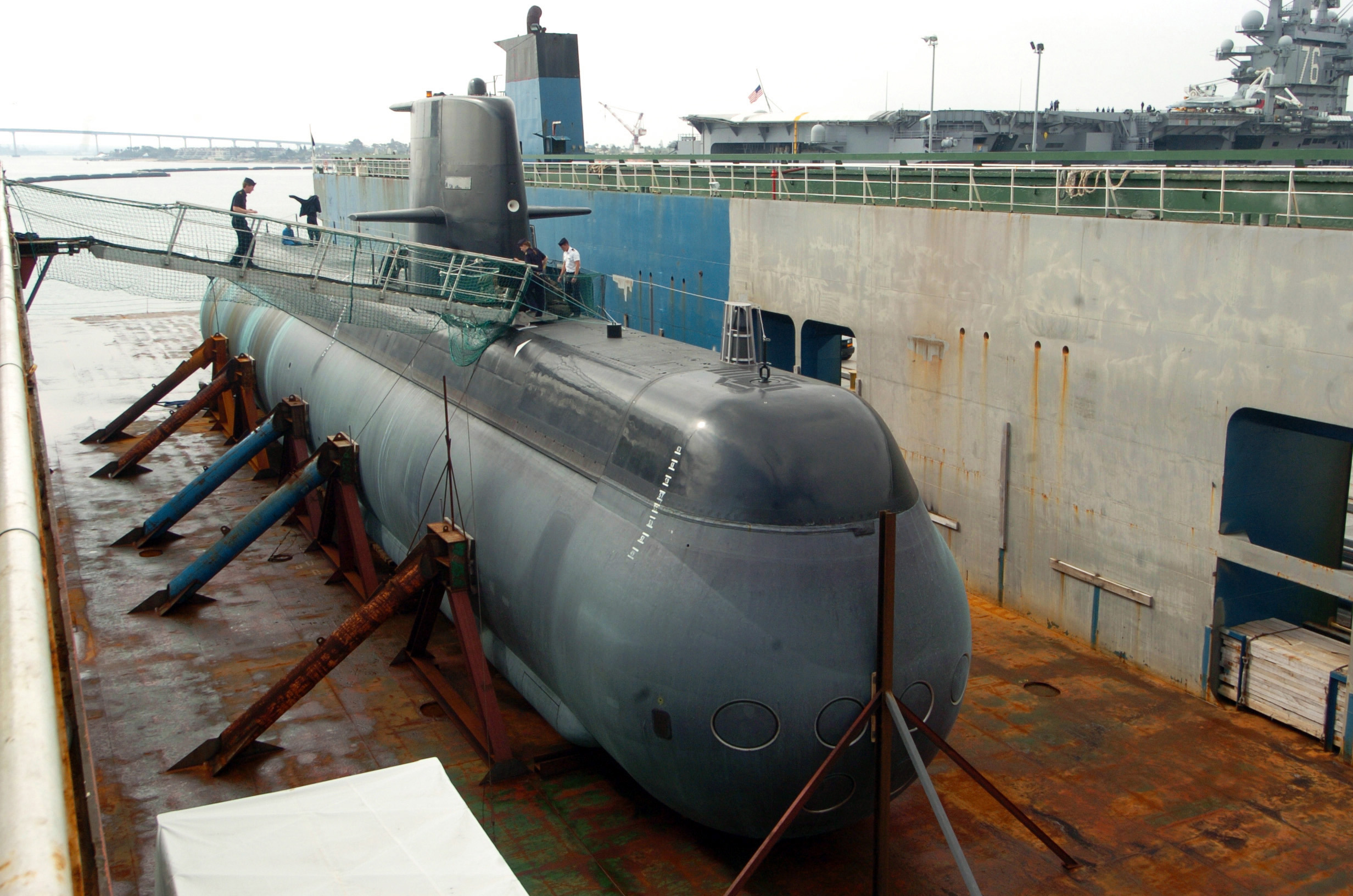
Le Gotland en cale sèche à San Diego lors de son prêt à l'US Navy (27 juin 2005)

Dès 1982 débutent les études visant à remplacer la classe Sjöormen. Kockums reçoit en mars 1990 de la Försvarets materielverk (FMV, l'agence d'acquisition d'armements suédoise) un contrat pour une nouvelle classe de 3 sous-marins, qui seront dès l'origine dotés d'un système AIP permettant une plus grande autonomie. Il faut dire qu'avec la fin de la guerre froide, la stratégie de la marine royale suédoise a évolué d'une mission d'interdiction de la Baltique aux sous-marins soviétiques vers des déploiements dans l'Atlantique, la mer du Nord, voire la Méditerranée. Aussi, les trois Gotland (le Gotland, commissionné en 1996 et les Uppland et Halland en 1997) seront « tropicalisés » . Les essais à la mer ont lieu aussitôt en 1996-1997. Par ailleurs, la politique d'exportation suédoise avait évolué à la fin des années 1980, tandis que Kockums, indépendant depuis 1914, était racheté par l'allemand HDW en 1999.

## Export
En 1987, Kockums est sélectionné par la Royal Australian Navy pour construire avec transfert de technologie 6 sous-marins de Classe Collins, dérivés des Gotland. Ultérieurement, au milieu des années 1990, l'industriel échoue à placer ses Gotland auprès de la marine royale thaïlandaise en raison de la crise économique asiatique de 1997, puis auprès de la marine indienne. En 2009, un professeur au Naval War College recommande que l'US Navy se dote, en complément de ses SNA, de sous-marins anaérobies de classe Gotland ou de Type 212/Type 214.

### Pays utilisateurs
- Suède
  - Gotland
  - Uppland
  - Halland
- Australie (classe Collins)
  - HMAS Collins (SSG 73)
  - HMAS Farncomb (SSG 74)
  - HMAS Waller (SSG 75)
  - HMAS Dechaineux (SSG 76)
  - HMAS Sheean (SSG 77)
  - HMAS Rankin (SSG 78)